# دومونيك جونز
دومونيك جونز (بالإنجليزية: Domonic Jones) مواليد 16 أغسطس 1981 في ريتشموند، هو لاعب كرة سلة أمريكي. بدأ مسيرته الاحترافية في سنة 2004. يبلغ طوله 6 قدم 1 بوصة (1.9 م). لعب كرة السلة الجامعية في جامعة فرجينيا كومونولث.

## المسيرة الاحترافية
لعب مع نادي لوفين براونشفايغ لكرة السلة في موسم 2007–2008، ثم لعب مع نيكار ريزن لودفيغسبورغ في الدوري الألماني من سنة 2008 إلى 2010، ثم لعب مع أرتلاند دراغونز في سنة 2010.

## روابط خارجية
- دومونيك جونز على موقع كرة السلة الأوروبية.كوم (الإنجليزية)
- دومونيك جونز على موقع كلية كرة السلة في سبورتس رفرنس.كوم (الإنجليزية)
- دومونيك جونز على موقع ريلجم (الإنجليزية)
- دومونيك جونز على موقع بروبوليرز (الإنجليزية)